# 迎接南昌起义军进汕筹备会议旧址
迎接南昌起义军进汕筹备会议旧址，位于中国广东省汕头市澄海区隆都镇后沟村“丽泽斋”，现为澄海区文物保护单位，类型为近现代重要史迹及代表性建筑，公布时间为1984年12月5日。
迎接南昌起义军进汕筹备会议旧址的历史年代为1927。